# سديم الحجاب
سديم الحجاب (بالإنجليزية:Veil nebula ) هو الجزء المرئي في قوس الدجاجة الذي يتكون من سدم انبعاث وسدم انعكاس، وتقع على بعد نحو 1500 سنة ضوئية عنا في كوكبة الدجاجة. وهذا التجمع هو بقايا مستعر أعظم، انفجر قبل نحو 18.000 سنة . وقد جدول الفهرس العام الجديد بعض تلك الأجزاء وأطلق عليها عدة أسماء
NGC 6960 و NGC 6974و NGC 6979و NGC 6992و NGC 6995. كما أضاف كتالوج إندكس Index-Catalog السديم IC 1340 ، وجميعهم ينتمون إلى سديم الحجاب.
اكتشف العالم الفلكي وليام هيرشل هذا السديم في 5 سبتمبر 1784 ، ووصفه بأن امتداده يبلغ 2 درجة، كما وصف الجزء الشرقي منه بأنه متفرع في عدة تفرعات تلتقي ثانيا في الجنوب .
تدل الأرصاد الحديثة التي أجراها تلسكوب هابل الفضائي على وجود الأكسجين و الكبريت و الهيدروجين. كما تدل القياسات التي اجراها القمر الصناعي روسات على أن سديم الحجاب أحد أسطع السدم التي تصدر أشعة إكس.

## الأرصاد
تم أول تصوير فوتغرافي للسديم في نهاية القرن 19 حيث قام عالم الفلك «إساك روبرتس» بتصويره وقام بنشره في المجلات العلمية . على الرغم من تألق سديم الحجاب بقدر ظاهري 7 واتساعه الذي يبلغ 230' × 160'
يصعب على هواة علم الفلك مشاهدته. ولكن تتحسن مشاهدته باستخدام مرشحات فلكية ترشح خطوط طيف الغازات المتأينة . بهذا تفصل بين ضوئه وبين ضوء نجوم الخلفية ويتضح شكل السديم .
في الدراسات العلمية، وعلى الأخص الأرصاد التي تتم في نطاق الموجات الراديوية تحسن كثيرا من تباين السديم فيظهر أكثر وضوحا.

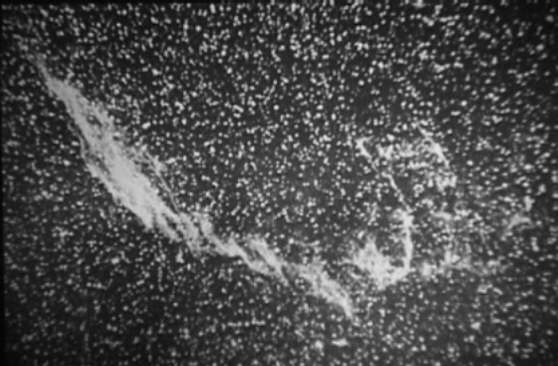
صورة للفتيلات السديمية (إن جي سي 6992, إن جي سي 6995) التقطها أحد هواة الفلك بواسطة تلسكوب نيوتن بمرآة 50 سنتيمتر في عام 1899
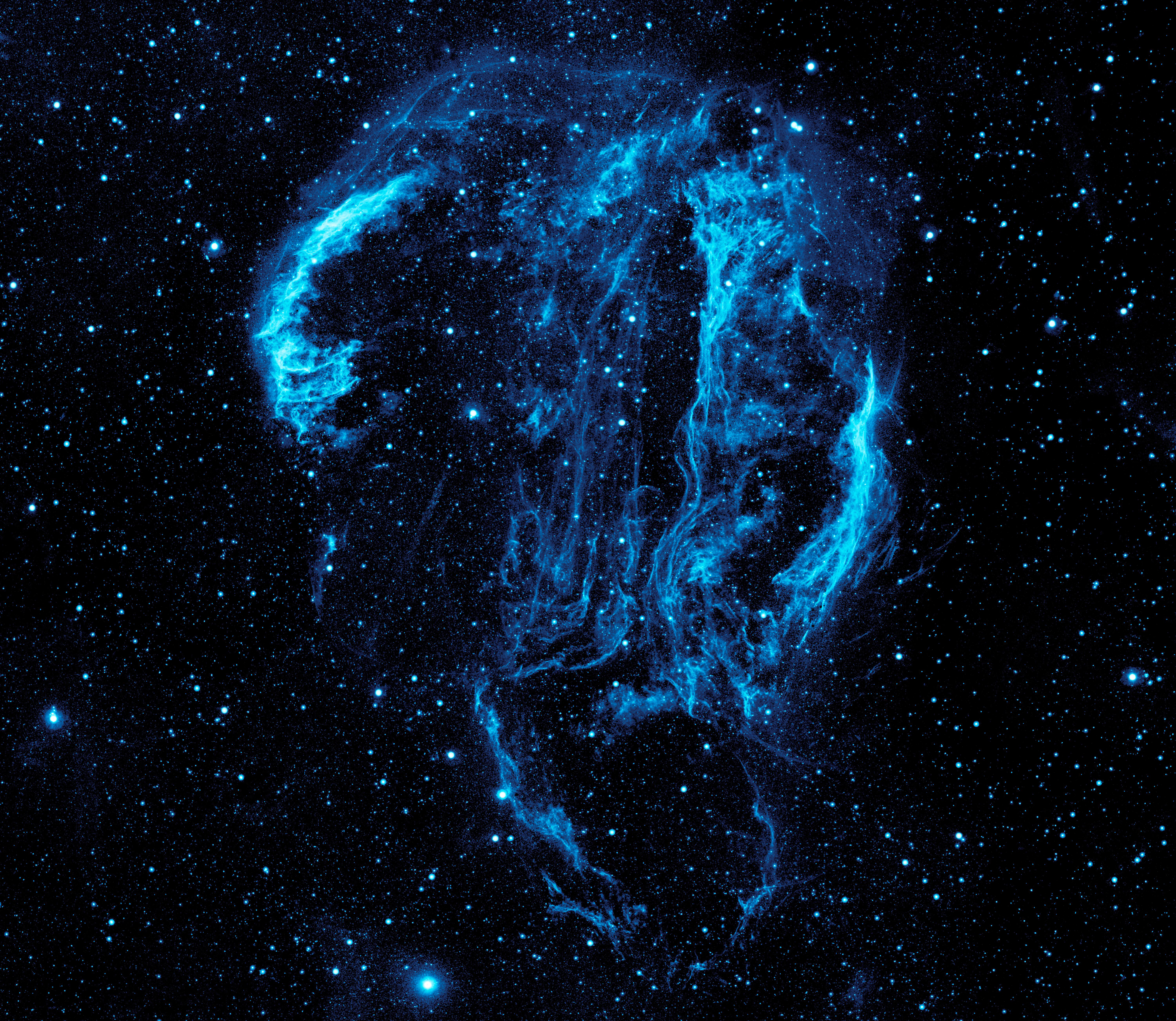
صورة للأشعة فوق البنفسجية الصادرة من سديم الحجاب  ، إلتقطها مستكشف تطور المجرات

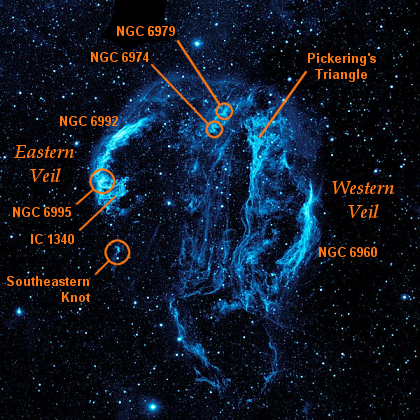
قوس الدجاجة وأجزائه

يعتبر سديم الحجاب هدفا مثاليا لعلماء الفلك حيث لا تقع أجرام فلكية بينه وبين الأرض ولا تغطيه . وقد أجريت عليه مشاهدات كثيرة لتتبع شكله الغازي وحركة الغازات فيه الناشئة عن انفجار مستعر أعظم . من ضمنها أرصاد عديدة قام بها تلسكوب هابل الفضائي . كما تظهر ارصاد القمر الصناعي روسات أن سديم الحجاب يصدر على اتساعه أشعة إكس.
ما تخلف عن المستعر الأعظم من جرم فلكي شديد الكثافة لا يزال مجهولا، فنحن لا نعرف عما إدا كان ما تخلف عبارة عن نجم نيوتروني أم نباض أم ثقب أسود .

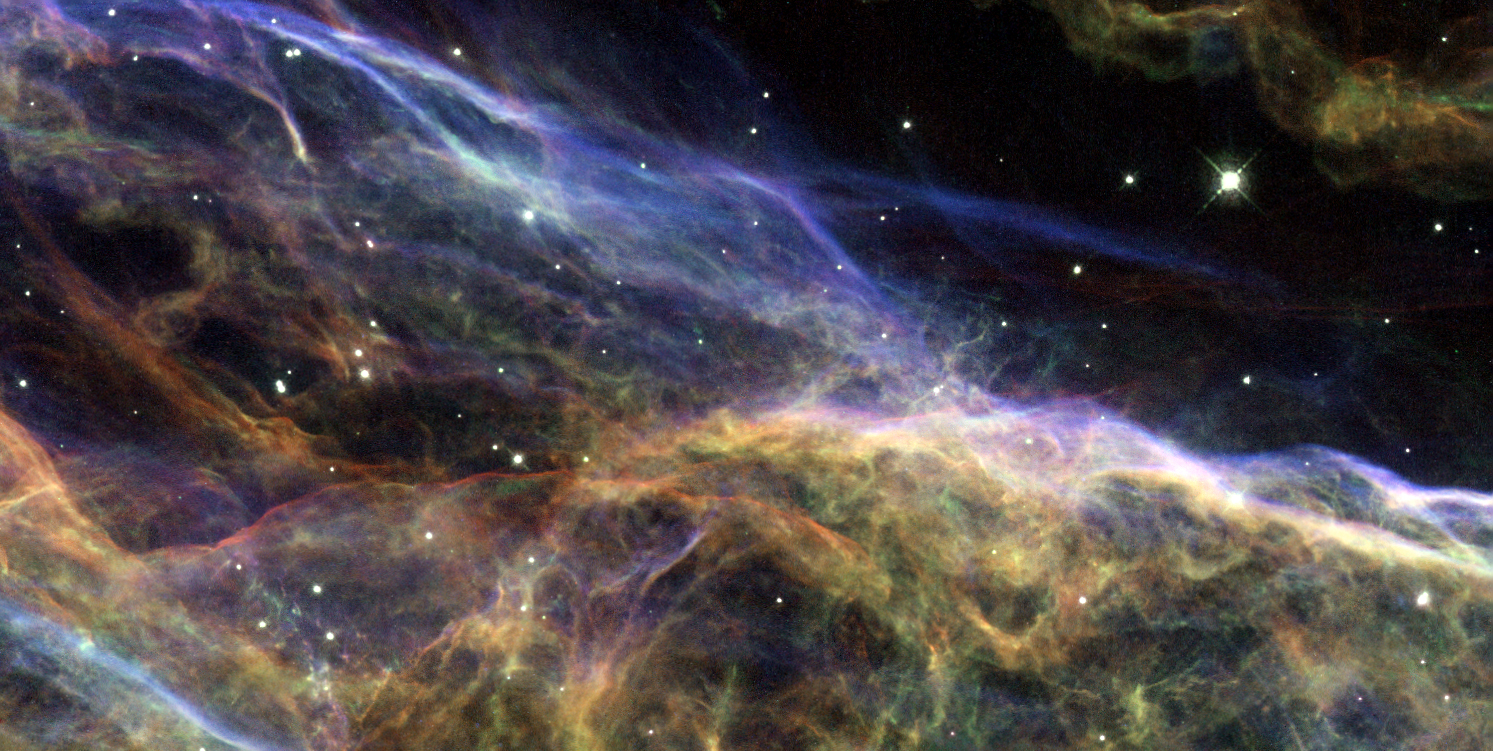
صور متطابقة إلتقطها تلسكوب هابل الفضائي باستخدام مرشحات لخطوط طيف الاكسجين والهيدروجين والسيليكون (OIII أزرق; Hα أخضر; SII أحمر)
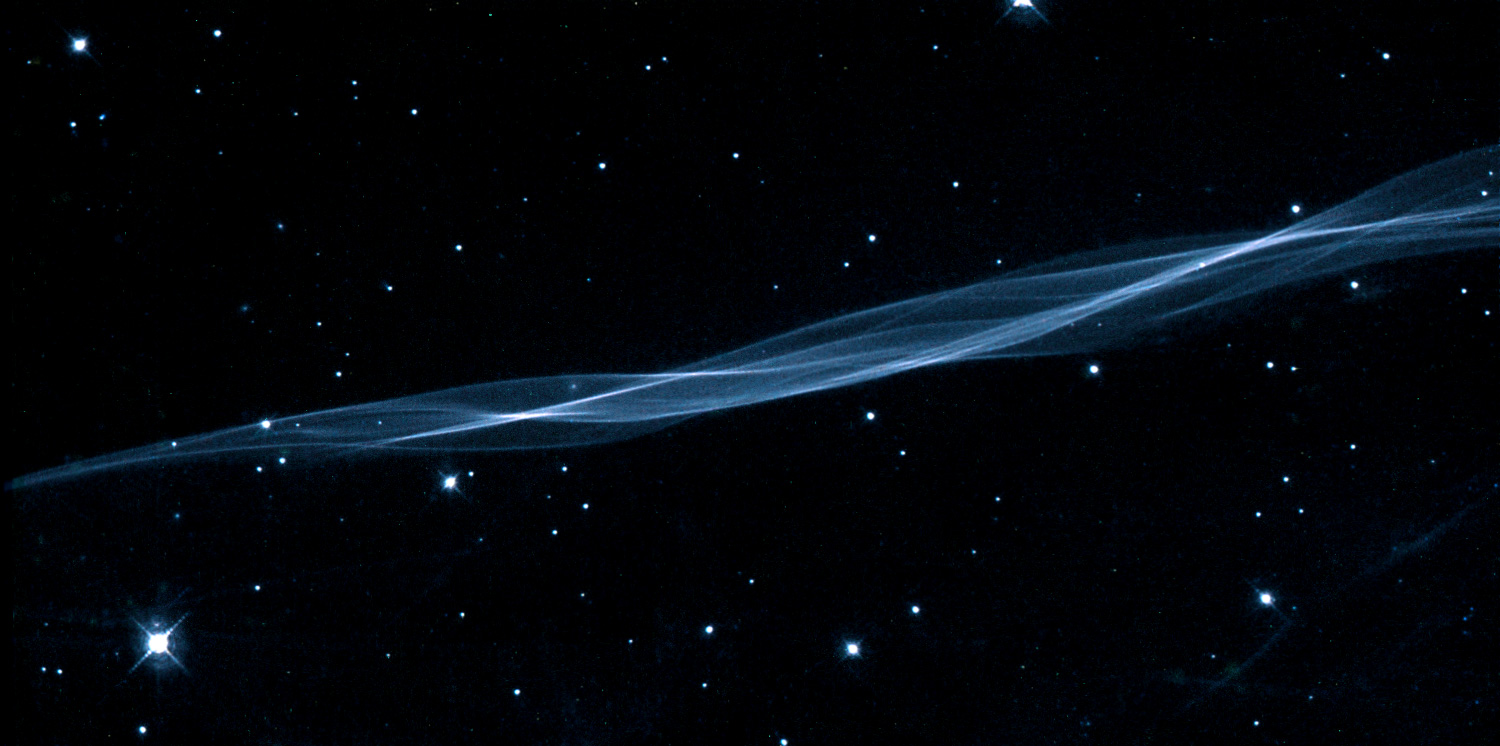
خيط فلكي, تدرس وتشاهد فيه سرعات الغازات[8] والغازات متأينة (OV, NV, CIV, HeII).
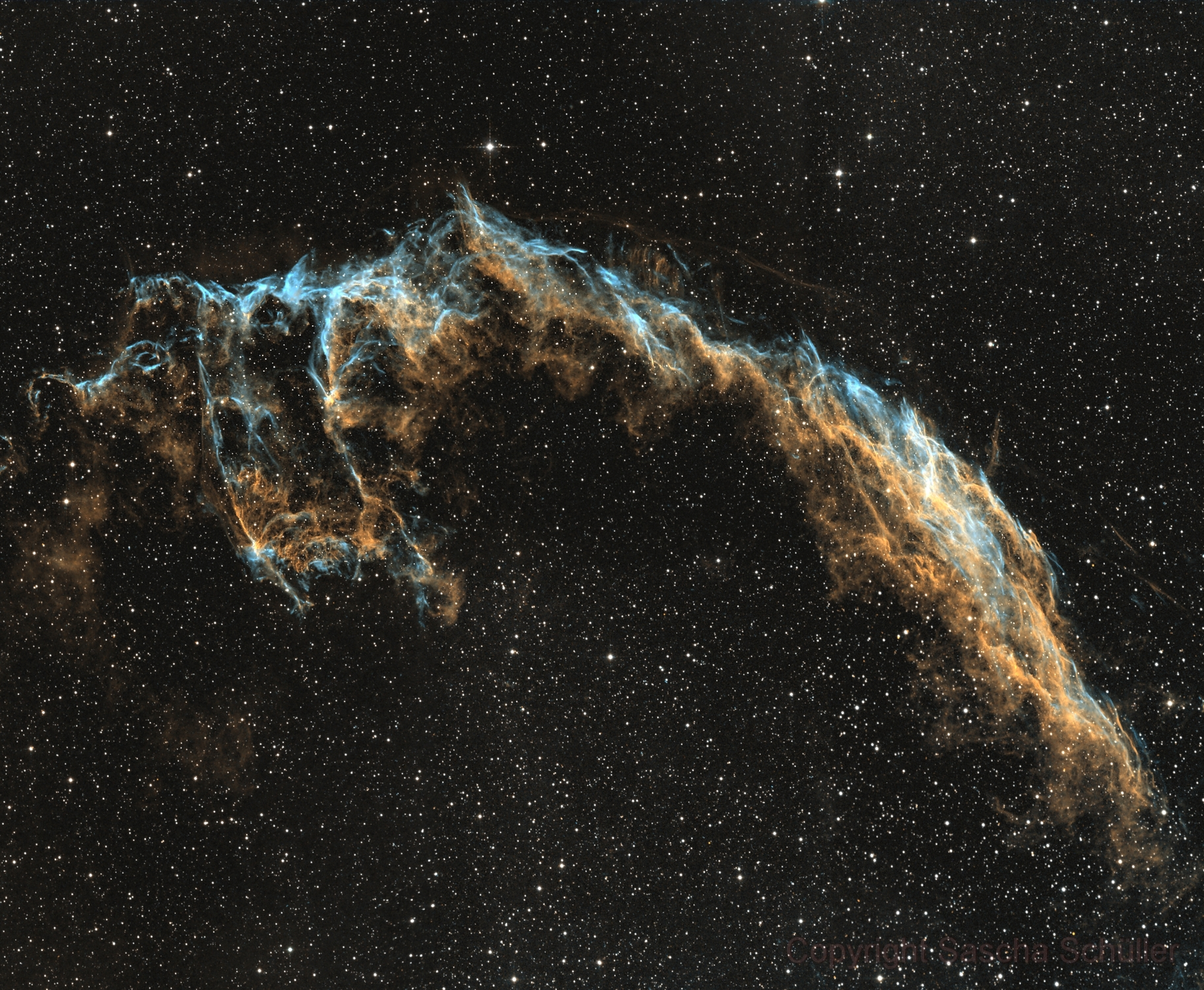
صورة NGC 6992/6995 : الصورة ملتقطة بمرشحين فلكيين (HA/OIII) بتلسكوب نيوتن بمرآة قطر 16 بوصة
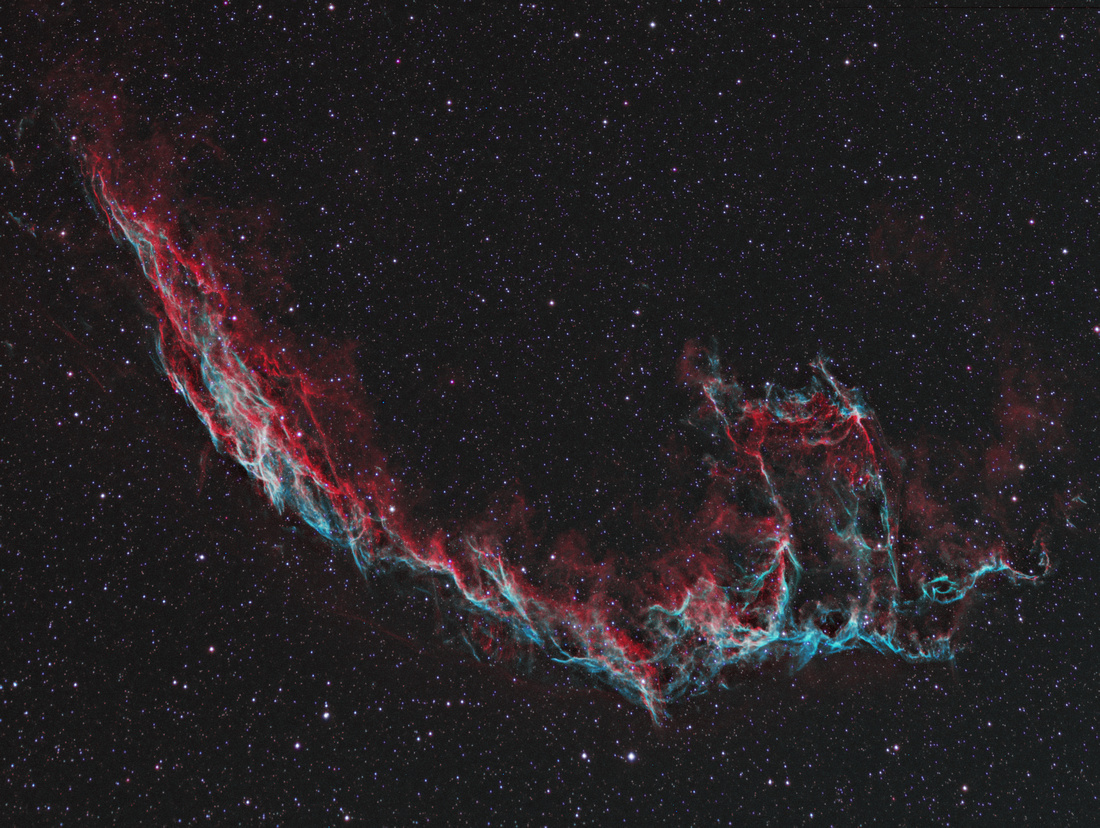
Eastern Veil (NGC 6992/95)
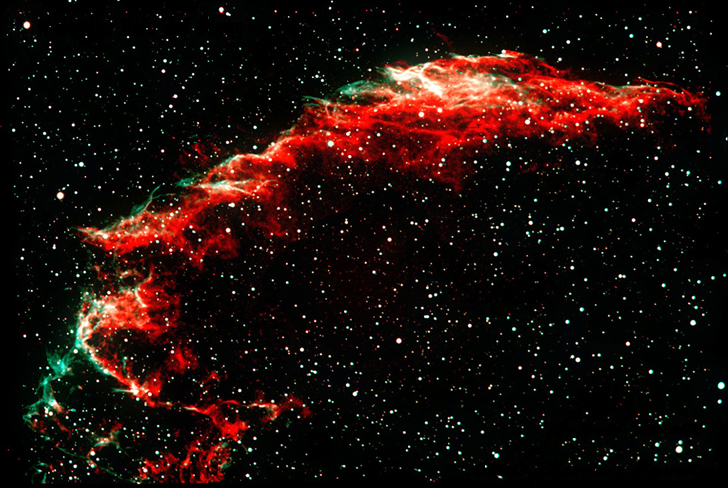
Eastern Veil Detail (NGC6992)
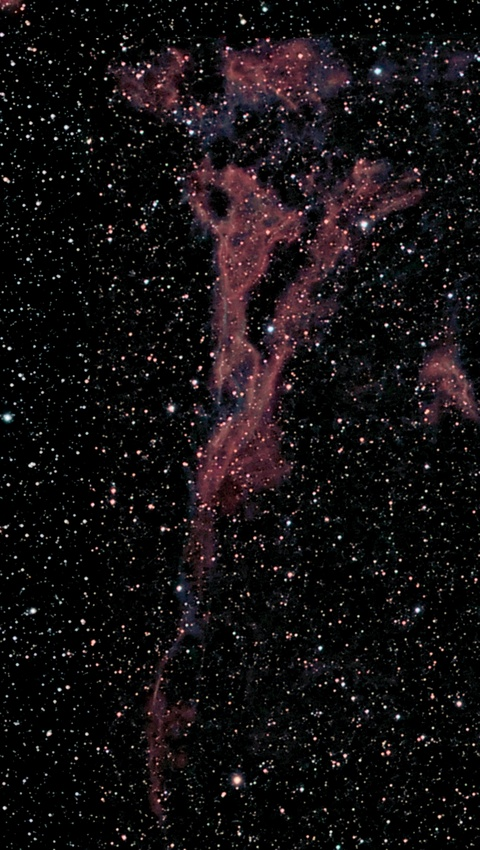
Pickering's (Fleming's) Triangular Wisp
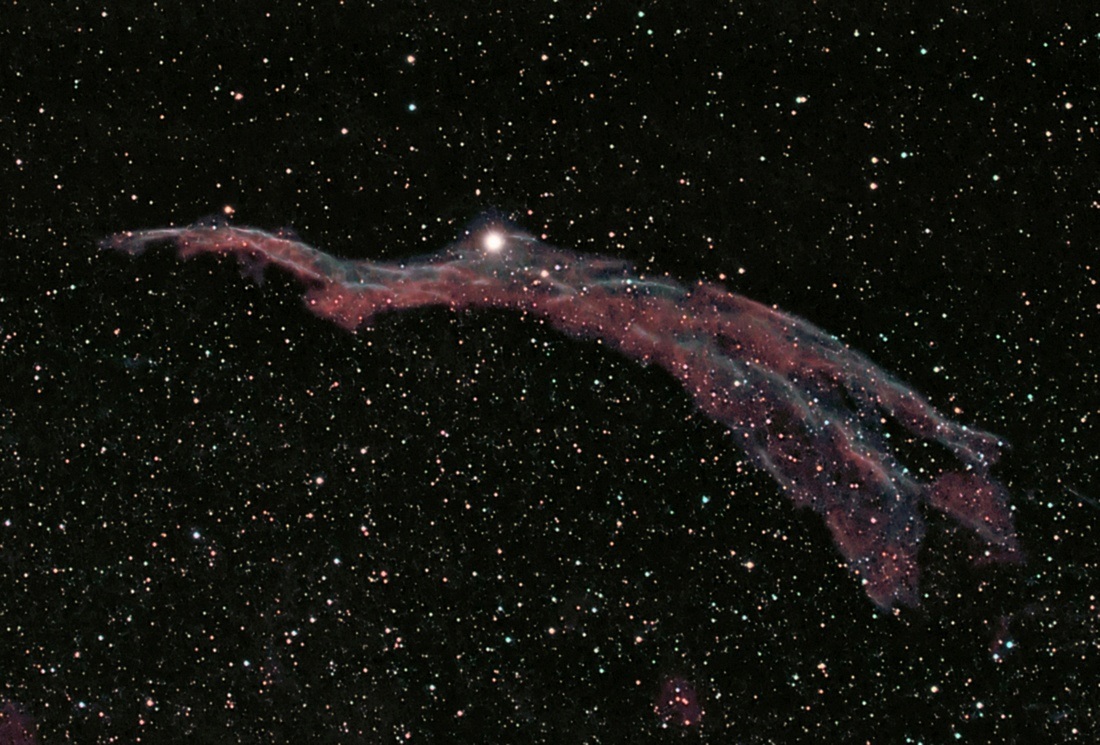
Western Veil (NGC 6960)
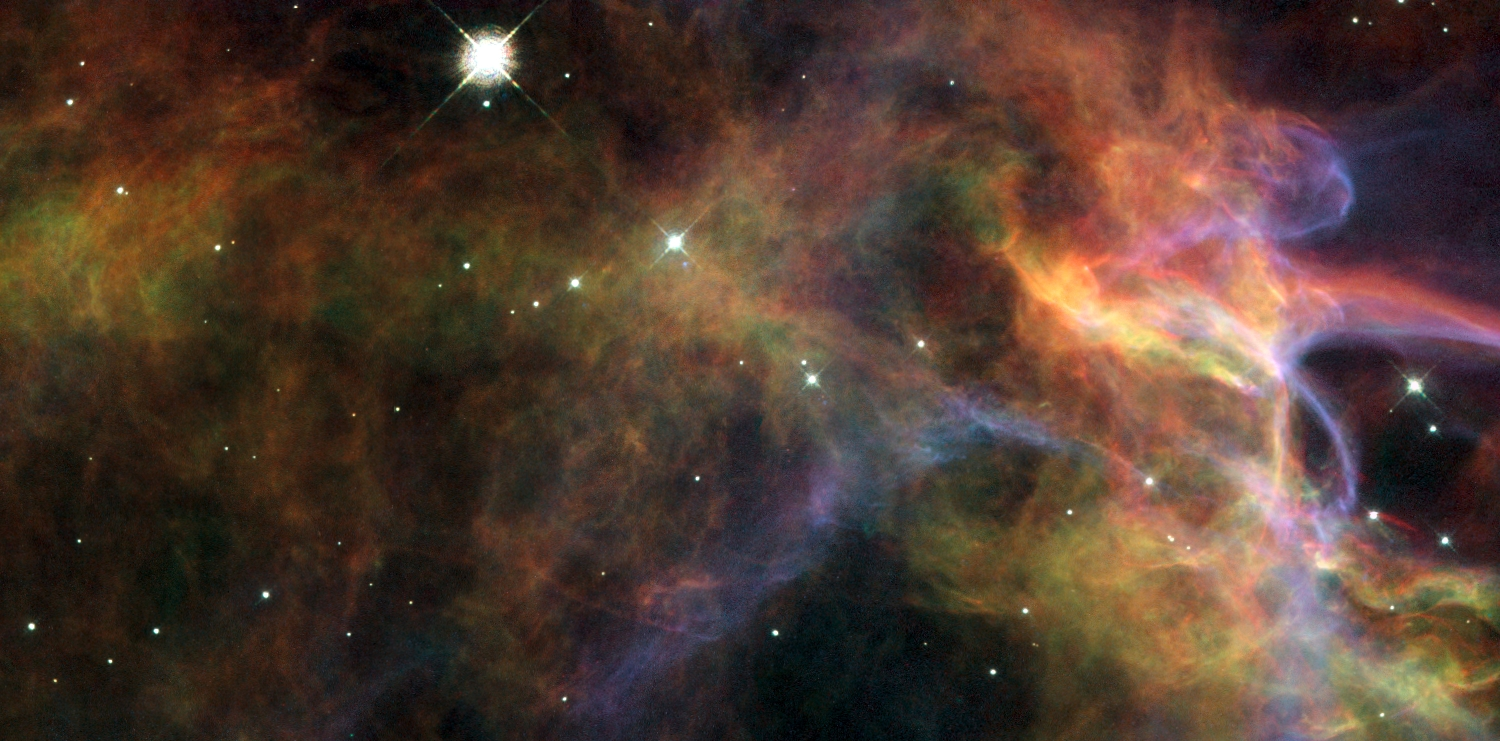
Detail of the Veil Nebula.
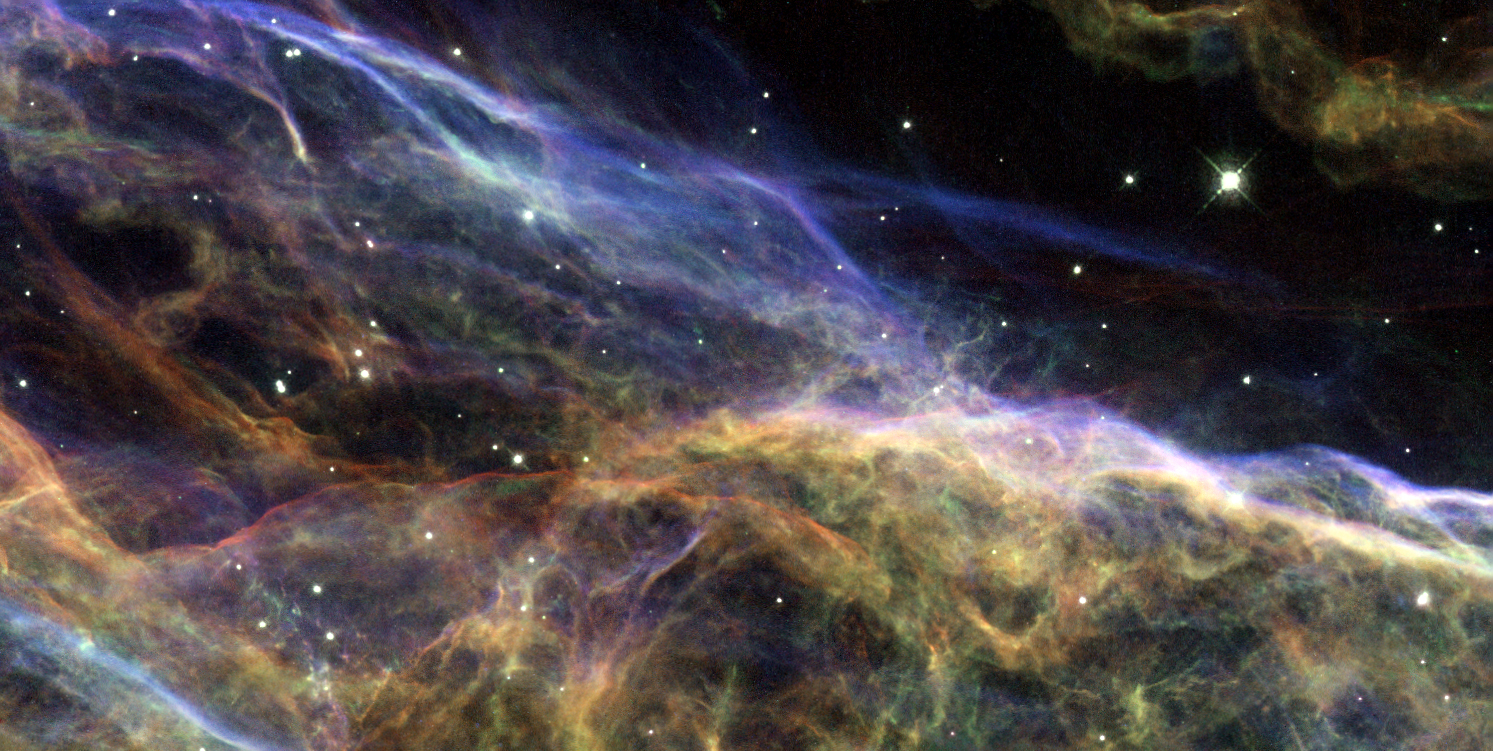
Portion photographed by Hubble Space Telescope
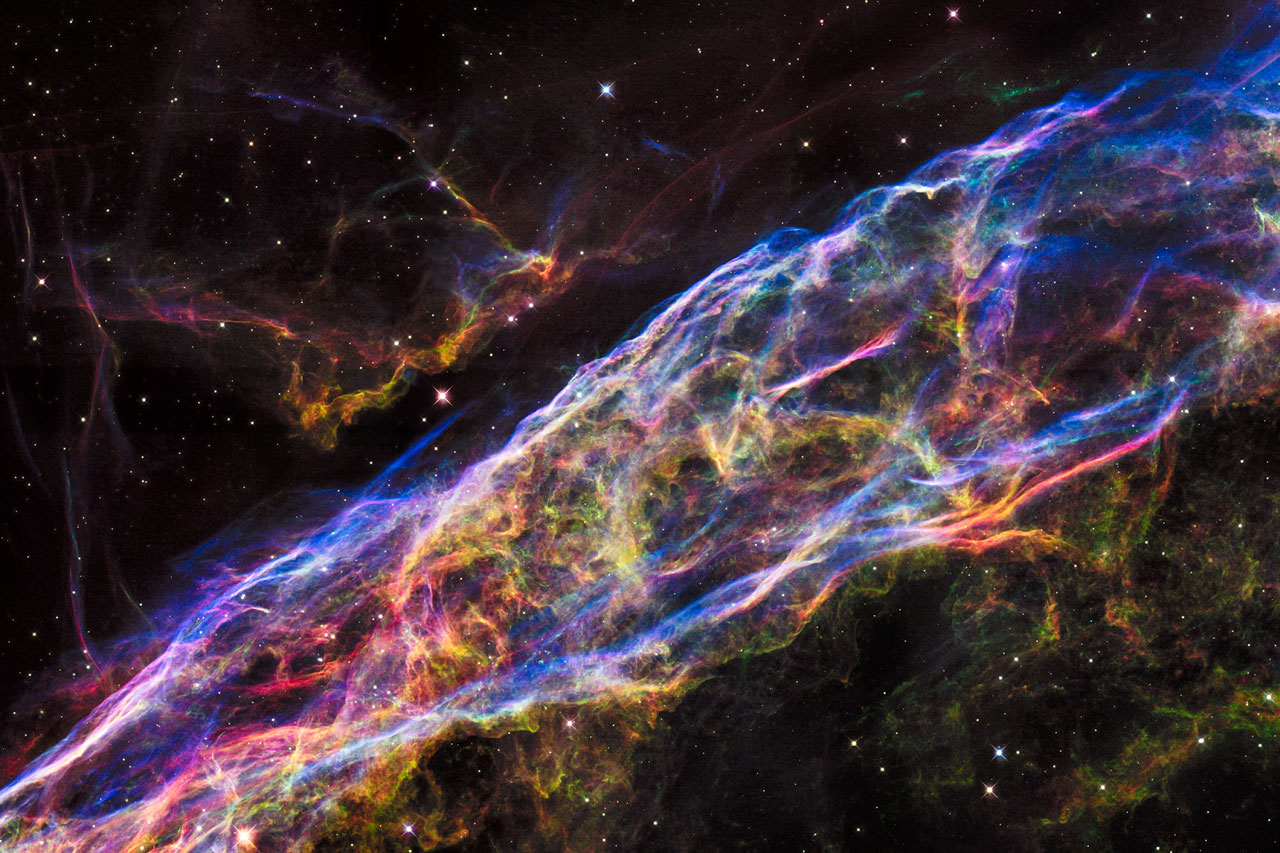
Veil Nebula observed by مرصد هابل الفضائي.

## اقرأ أيضا
- منقار الدجاجة
- الدجاجة 2-12
- كوكبة الدجاجة